# Batmobile (groupe)
Cet article concerne le groupe de psychobilly. Pour le véhicule du personnage de bande dessinée Batman, voir Batmobile.
Batmobile est un groupe de psychobilly néerlandais, originaire de Rotterdam et de Bréda. Formé en 1983, ses membres sont originaires de Rotterdam et Bréda. 
Leur œuvre fait partie des meilleures ventes dans le psychobilly[réf. nécessaire] et ils sont le seul groupe actif de psychobilly à avoir conservé leur formation initiale[réf. nécessaire].

## Biographie
Batmobile est formé en 1983 comme passe-temps. Le groupe continue, depuis son lancement, avec une formation comprenant Jereon Haamers au chant et à la guitare, Eric Haamers à la basse, et Johnny Zuidhof à la batterie. Le groupe jouait uniquement des reprises de groupes ou artistes de rockabilly et rock 'n' roll comme Elvis Presley, Gene Vincent, Chuck Berry, et Johnny Burnette. Le groupe est nommé d'après la Batmobile, le véhicule de Batman. Le nom est suggéré par Zuidhof aux autres membres pour les répétitions. Le groupe joue dans divers clubs et bars, et une fois dans un bar rural dans lequel le groupe sera mal accueilli par les fermiers du coin. Ils jouent des reprises dans un style de punk rock très rapide pour attirer l'intérêt du public. En 1985, ils sortent un premier EP éponyme sous le label Rockhouse/Kix4U. Celui-ci a un impact international, faisant de Batmobile le premier groupe de psychobilly non-anglais au devant de la scène internationale, faisant notamment partie de la programmation du KlubFoot à Londres. 
Leur premier grand concert s'effectue au Klub Foot de Londres en 1986. Ils sont le seul groupe non-britannique à jouer dans ce club. Ils jouent avec Demented Are Go et Torment. Cette même année, Zuidhof et l'ingénieur-son du groupe, Eddie, lancent Count Orlok Records après une poursuite judiciaire avec leur label, Rockhouse/Kix4U. Ce label ne parviendra pas à payer les royalties et Batmobile finira par poursuivre le label. Ils remportent le procès, et le label ferme ses portes, d'où le lancement de Court Orlok. Count Orlok publie le premier album du groupe, Bambooland, en 1987. Le groupe tourne en Suisse, en Allemagne de l'Est, en Angleterre et en Autriche. En 1988, Batmobile publie Buried Alive!, une série de concerts et de démos. Cette même année sort Bail Was Set at $6,000,000 au label Nervous Records. L'album comprend une reprise de Ace of Spades de Motörhead. Ils retournent à leur propre label, Count Orlok, pour publier Amazons from Outer Space en 1989. En 1990, ils publient Batmobile is Dynamite!, un EP, et l'année suivante, leur sixième album studio, Seventh Starved. Le groupe se met en pause en 1993 et revient en 1995 pour une tournée au Japon. Ils publient l'album live de leur tournée en 1996. L'année suivante sort Welcome to Planet Cheese.
Après 17 ans de tournées intensives, le groupe fait une pause. En 2000, ils assurent leur dernier concert à New York. En 2003, Batmobile revient sur scène et entame une tournée internationale encore en cours[réf. nécessaire].  En 2008, Batmobile célèbre son 25e anniversaire en sortant un  split avec Peter Pan Speedrock (Eindhoven) nommé Cross Contamination. Ils lancent également leur nouveau site web batmobileforever.com.

## Membres
- Jeroen Haamers – chant, guitare
- Eric Haamers – contrebasse
- Johnny Zuidhof – batterie, screaming

## Discographie

### Albums studio
- 1985 : Batmobile (Kix4U/Rockhouse)
- 1987 : Bambooland (Count Orlok)
- 1988 : Buried Alive (Count Orlok)
- 1988 : Bail Was Set at $6,000,000 (Nervous Records)
- 1989 : Amazons From Outer Space (Count Orlok)
- 1990 : Is Dynamite (Count Orlok)
- 1991 : Sex Starved (Count Orlok)
- 1992 : Hard Hammer Hits (Count Orlok)
- 1993 : Blast From The Past (Count Orlok)
- 1998 : Welcome to the Planet Cheese (Count Orlok)
- 2008 : Batmobile live at the KlubFoot 1986 (Anagram/Cherry Red)
- 2008 : Cross Contamination (split avec Peter Pan Speedrock) (Suburban/People Like You)
- 2017 : Brand New Blisters

### EP
- 2011 : Wow! (vinyle EP, 4 chansons) (Hands and Arms, 2011)

### Compilations
- 1986 : Psycho attack over Europe 1 and 2 (Rockhouse)
- 1987 : Stomping at the Klubfoot 3 and 4 (Link)
- DVD Stomping at the Klubfoot (Anagram/Cherry Red)
- 1988 : A Fistful of Pussies
- 1989 : Rock 'n Horreur
- 2006 : AMP-Magazine vol 5 Psychobilly
- 2006 : Go Cat Go; A Psychobilly Tribute to The Stray Cats
- 2007 : God Save the King; A Psychobilly Tribute to Elvis